# Jimmy Smith (futebolista)
James Dean Smith, mais conhecido como Jimmy Smith (Newham, 7 de Janeiro de 1987), é um futebolista inglês. Atualmente, defende o Leyton Orient.

## Carreira
Smith ingressou nas categorias de base do Chelsea aos nove anos. Com dezoito, assinou seu primeiro contrato profissional, passando a frequentar a equipe principal, mas continuou a fazer parte da reserva. Ele fez sua estreia na equipe principal, na última partida na temporada 2005-06, contra o Newcastle United, entrando no lugar do português Ricardo Carvalho no decorrer do segundo tempo.
Em 27 de setembro de 2006, Jimmy foi emprestado por um mês, ao Queens Park Rangers. Após o bom desempenho durante esse mês, o Queens prorrogou seu empréstimo por mais dois meses com o Chelsea, e, posteriormente, até o fim da temporada.
Após voltar dos Hoops, foi (por empréstimo) ao Norwich City, permanecendo até dezembro. No entanto, Jimmy sofreu uma lesão na panturrilha, ficando sem jogar por três meses. Apesar de sua passagem regular, o treinador Glenn Roeder tentou mantê-lo até o fim da temporada, mas acabou retornando ao Chelsea em 4 de janeiro de 2008.
Em junho, o Sheffield Wednesday mostrou interesse em contratá-lo. Após o interesse, em 1 de julho, foi anunciado seu empréstimo até janeiro de 2009. Em seus três primeiros meses no Wednesday, Smith era frequente nas partidas, mas após uma expulsão, acabou perdendo espaço e, após expirar o prazo do empréstimo, voltou ao Chelsea.
Durante a janela de transferência de inverno, Smith foi emprestado ao Leyton Orient, permanecendo até o fim da temporada. No O's, disputou dezesseis partidas e marcou um gol. Ao fim da temporada, retornou aos Blues, mas acabou se transferindo definitivamente ao Orient, assinando um contrato de dois anos, sem custos.